# Dawn of infinity
「dawn of infinity」（ドーン・オブ・インフィニティ）は、日本の音楽ユニットであるfripSideの楽曲で、第3期1作目（通算21作目）のシングル。

## 収録曲
- 全作詞・作曲: 八木沼悟志

1. dawn of infinity [4:55]
編曲：八木沼悟志
  - テレビアニメ『魔法使い黎明期』オープニングテーマ
  - ミュージック・ビデオは、静岡県熱海市に存在するMOA美術館で撮影され、第2期fripSideの作品にたびたび登場しているマギー審司が出演している。
2. Regeneration [4:38]
編曲：八木沼悟志・齋藤真也
  - 中国スマホゲーム『三国志幻想大陸』if編オープニングテーマ
3. dawn of infinity＜instrumental＞ [4:56]
4. Regeneration＜instrumental＞ [4:37]

### 初回限定盤Blu-ray
- dawn of infinity MV
- dawn of infinity MV Making
- SPOT

## 参加メンバー

### CD
Additional Musician
- a2c：Guitar (#1,3) [1]
- 城石真臣：Guitar（#2,4）